# Christine Eixenberger

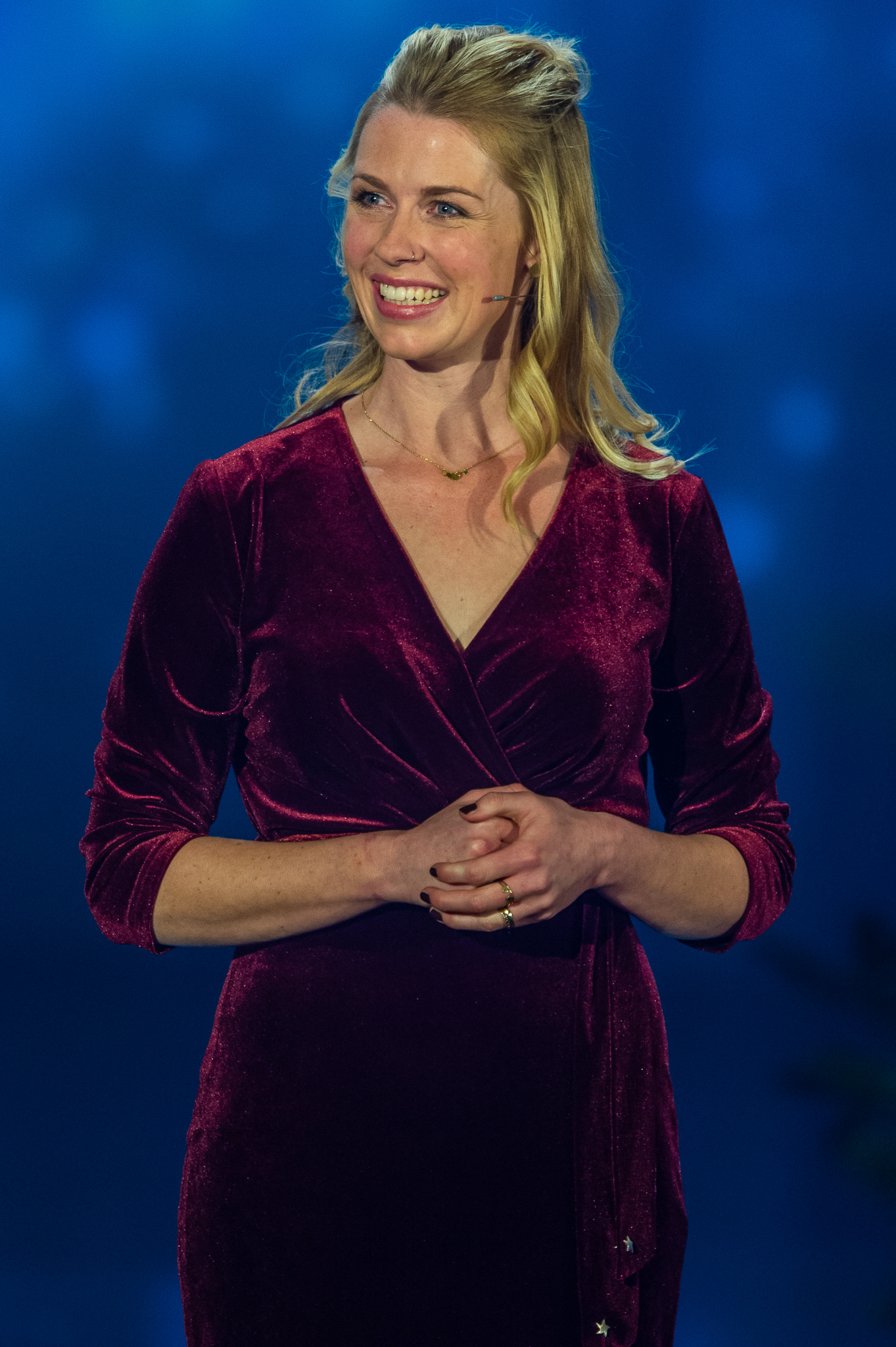
Christine Eixenberger, 2018

Christine „Chrissy“ Eixenberger (* 20. Januar 1987 in Tegernsee) ist eine deutsche Kabarettistin und Schauspielerin.

## Leben
Christine Eixenberger ist in Schliersee aufgewachsen, die Mutter ist Hotelfachfrau, der Vater Handwerker. Nach dem Abitur absolvierte sie die Ausbildung zur Rechtsanwaltsfachangestellten. Anschließend begann sie ein Jura-Studium an der Universität Passau. 2010 wechselte sie an die Universität München, wo sie ein Studium für Grundschullehramt begann und 2015 mit dem Staatsexamen abschloss.
Von 2014 bis 2017 moderierte sie mit Wolfgang Krebs die BR-Sendung Habe die Ehre.
Von 2016 bis zur Einstellung 2025 spielte sie eine Hauptrolle in der ZDF-Herzkino-Serie Marie fängt Feuer.
Seit 2025 moderierte sie die BR-Sendung Nachsitzen mit Christine Eixenberger.

## Kabarett

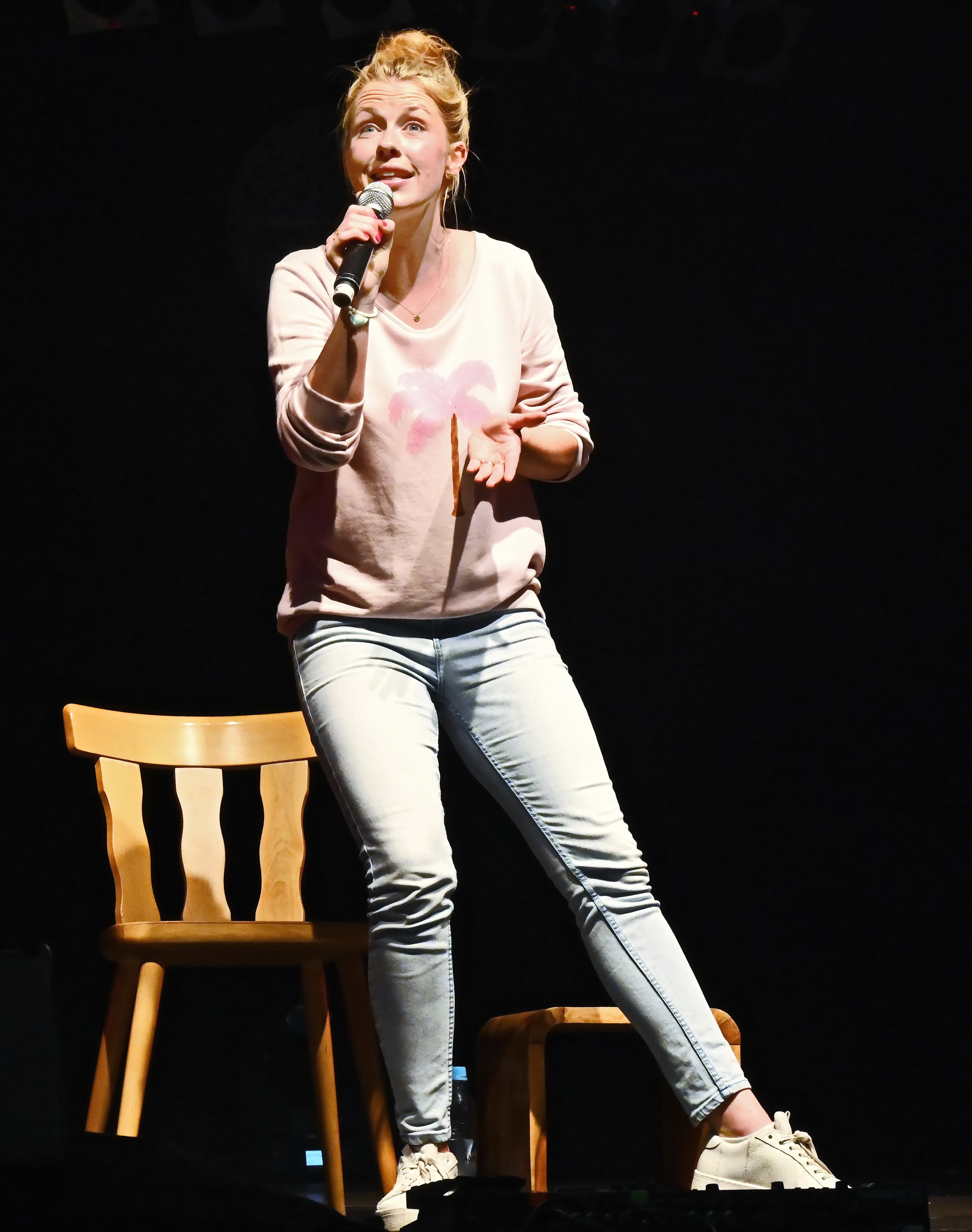
Christine Eixenberger beim KultArt in Krailling, 2019

Von 2010 bis 2012 trat Eixenberger zusammen mit Tobias Öller als Kabarett-Duo Öller & Eixenberger mit dem Programm Überstunden auf. In der Produktion Drei Kritische (2012–2017) zeigten Öller und Eixenberger zusammen mit der Kabarettistin Franziska Wanninger Nachwuchskabarett aus Bayern.

## Solo-Programme

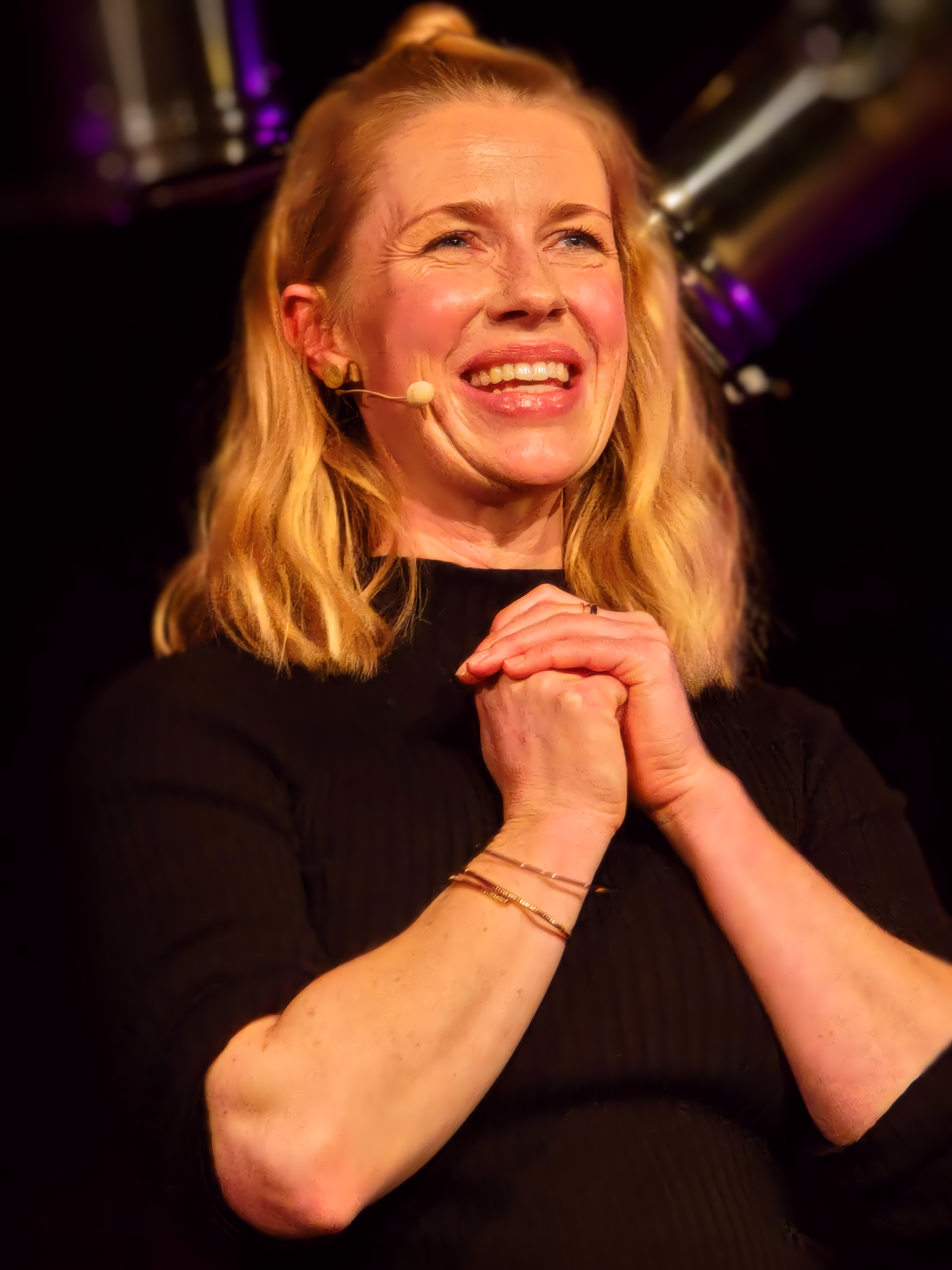
Eixenberger in Volle Kontrolle! im Stockwerk Gröbenzell, Nov. 2024

- 2012: Ballkontakt
- 2015: Lernbelästigung
- 2018: Fingerspitzenlösung
- 2021: Einbildungsfreiheit[4]
- 2024: Volle Kontrolle!

## Filmografie (Auswahl)
- 2009: Calamari Blues (Kurzfilm)
- 2016–2025: Marie fängt Feuer (Fernsehreihe)
- 2017: Abi ’97 – gefühlt wie damals (Fernsehfilm)
- 2017: Austreten
- 2018: München Grill (Fernsehserie, 6 Folgen)
- 2020: SOKO München (Fernsehserie, Folge Tod in Bestzeit)
- 2020: Lehrerin auf Entzug (Fernsehserie, 6 Folgen)
- 2020: Matze, Kebab und Sauerkraut
- 2021: Die Chefin (Fernsehserie, Folge Der Wolf)
- 2022: Der Kaiser
- 2023: Toni, männlich, Hebamme – Mächtig schwanger (Fernsehreihe)
- 2025: Nachsitzen mit Christine Eixenberger (Fernsehserie, BR)

## Auszeichnungen
- 2012: Thurn- und Taxis Kabarettpreis (3. Platz, zusammen mit Tobias Öller)
- 2016: Kulmbacher Brettla
- 2019: Bayerischer Kabarettpreis (Senkrechtstarter-Preis)
- 2022: Deutsche Feuerwehr-Ehrenmedaille